# Thanatocoenose

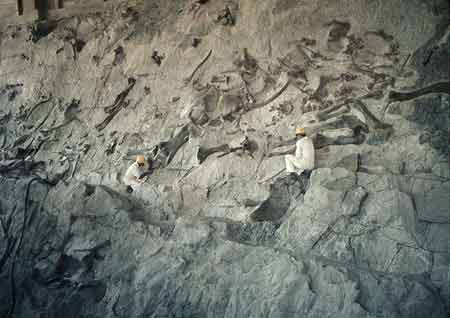
De beenderen van dinosauriërs in Dinosaur National Monument (Jensen, Utah, Verenigde Staten) is een typisch voorbeeld van een gewervelde thanatocoenoese.

Een thanatocoenose (van het Griekse "thanatos" = dood en "koinos" = gemeenschap) is een dode, fossiele levensgemeenschap.
Het zijn alle fossielen die tezamen op één enkele vindplaats aangetroffen worden (accumulatie). Deze fossielen kunnen afkomstig zijn van organismen die bij leven interacties hadden als een levensgemeenschap binnen een ecosysteem (autochtone fossielen) en/of van organismen die vanuit andere (externe) habitats door bv. stromend water aangevoerd werden (allochtone fossielen). 
Thanatocoenosen waarvan de samenstellende fossielen een verschillende geologische ouderdom hebben komen vrij algemeen voor. Een of meer van de componenten hebben dan dezelfde ouderdom als het omgevende sediment terwijl de andere component(en) herafgezet werden uit oudere lagen of formaties (geremanieerde fossielen).